# Viện Đại học Đông Dương
Viện Đại học Đông Dương (tiếng Pháp: Université Indochinoise) là một viện đại học công lập ở Liên bang Đông Dương do chính quyền bảo hộ Pháp thành lập vào năm 1906. Viện đại học này đào tạo người dân ba nước Đông Dương và cả các nước châu Á khác. Đơn vị kế thừa chính danh truyền thống và cơ sở vật chất của Viện Đại học Đông Dương hiện nay là Đại học Quốc gia Hà Nội.

## Lịch sử

### Thành lập

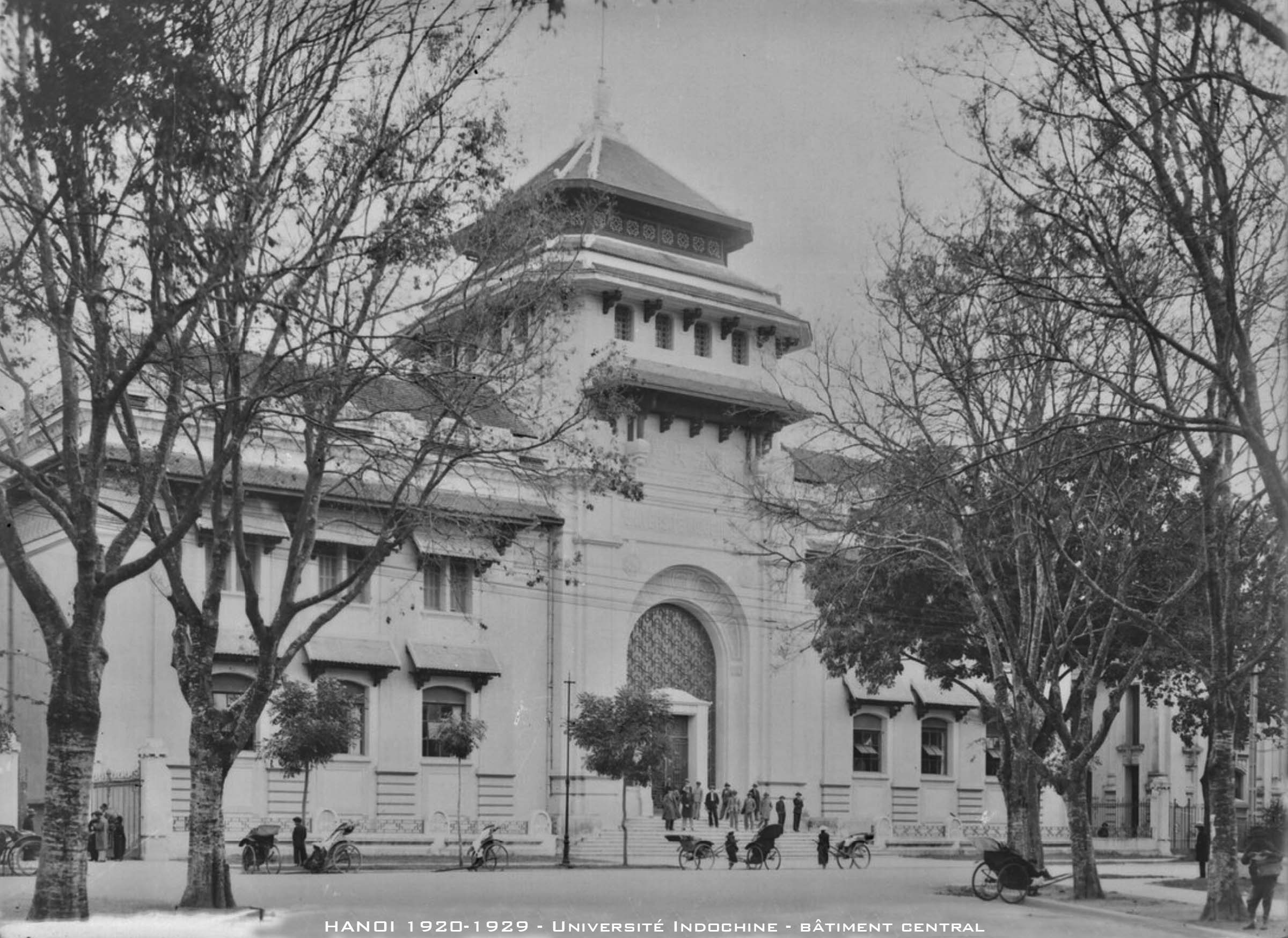
Ảnh chụp Đại học Đông Dương năm 1930, tại số 19 Lê Thánh Tông, Hà Nội. Sau năm 1954, nó trở thành trụ sở của Đại học Tổng hợp Hà Nội. Hiện nay là Khoa Hoá học, Trường Đại học Khoa học Tự nhiên.

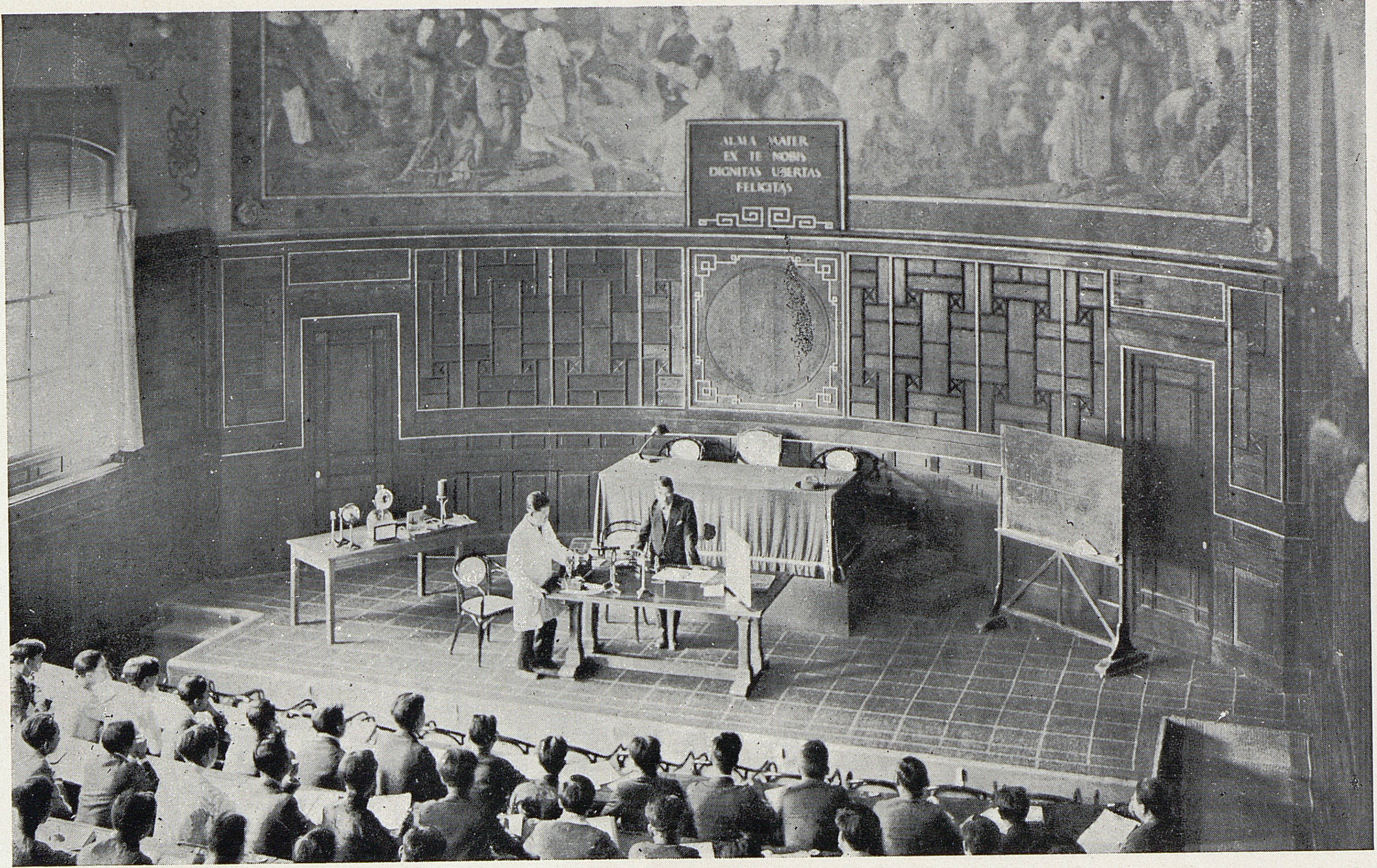
Một buổi dạy học Vật lý tại Đại học Đông Dương (1929-1933). Trên tường là bức tranh tường Trường Đại học Đông Dương

Toàn quyền Đông Dương Paul Beau (từ 15 tháng 10 năm 1902 đến 25 tháng 6 năm 1908), vào 16 tháng 5 năm 1906, đã theo đề nghị của Hội đồng Phát triển Giáo dục Bản xứ (Conseil de Perfectionnement de l’Enseignement Indigène) ban hành. Nghị định số 1514a thành lập Viện Đại học Đông Dương trên cơ sở một số cơ sở giáo dục đã có sẵn và có mở rộng. Nghị định này có một tầm quan trọng đặc biệt vì nó chính là văn bản khai sinh ra trường đại học đầu tiên theo mô hình của Pháp tại Đông Dương.
Điều 1 của Nghị định ghi rõ:
“Nay thành lập ở Đông Dương, dưới tên gọi trường đại học, một tập hợp các khoá đào tạo bậc đại học cho các sinh viên xứ thuộc địa và các nước láng giềng.
Cơ sở đào tạo này có nhiệm vụ phổ biến ở Viễn Đông, chủ yếu là thông qua tiếng Pháp, những kiến thức về các ngành khoa học và các phương pháp châu Âu”
Mục đích thành lập Trường được ghi rõ trong Nghị định số 1514a là nhằm “đào tạo nhân viên bản xứ cho các bộ máy hành chính địa phương hoặc các cơ quan chuyên môn thuộc Phủ Toàn quyền Đông Dương” (điều 9).
Theo Nghị định số 1514a ngày 16/5/1906, trường Đại học Đông Dương được tổ chức bởi 5 trường thành viên:
1. Trường Cao đẳng Luật và Pháp chính (Ecole supérieure de Droit et Administration) gồm ba khoa dự kiến được thành lập bởi Hội đồng Hoàn thiện Giáo dục Bản xứ (Conseil de Perfectionnement de l’Enseignement Indigène), trong đó khoa thứ nhất đã có từ trước, đó chính là Trường Hậu bổ (Ecole d’Administration de Hanoi) được thành lập theo Nghị định ngày 20-6-1903, là nơi đào tạo nên hệ thống quan lại cho bộ máy hành chính người bản xứ.
2. Trường Cao đẳng Khoa học (Ecole supérieure des Sciences): gồm các ngành Toán, Vật lý, Hóa học và Sinh vật. Nhiệm vụ của trường là đào tạo những người làm công tác nghiên cứu khoa học và những giáo viên trung học hoặc cao đẳng sư phạm. Trường được trang bị các phòng thí nghiệm và khoá học của năm thứ nhất thì không phải chỉ dành riêng cho sinh viên của trường này mà còn cho sinh viên của các trường khác như trường Y, trường Xây dựng dân dụng.
3. Trường Cao đẳng Y khoa (Ecole supérieure de Médecine): đây chính là Trường Y khoa Hà Nội (Ecole de Médecine de Hanoi) được thành lập theo Nghị định ngày 8/1/1902 và được tổ chức lại theo Nghị định ngày 25/10/1904 do Toàn quyền Paul Beau ký ban hành. Theo Nghị định ngày 25/10/1904, trường Y Hà Nội được đổi tên thành trường Y Đông Dương (Ecole de Médecine de l’Indochine). Nhiệm vụ của trường là đào tạo y sĩ và dược sĩ phụ tá (médecin et pharmacien auxiliaire), hạn học 4 năm về y tá và 3 năm về dược. Trong trường còn có lớp nữ hộ sinh bản xứ (sage-femme indigène), học trong hai năm.
4. Trường Cao đẳng Xây dựng dân dụng (Ecole supérieure du Génie Civil) với ba khoa dự kiến được thành lập, trong đó khoa Cầu - Đường bộ, Đường sắt và Mỏ chính là những ngành của trường Công chính (Ecole des Travaux publics) được thành lập theo Nghị định ngày 22/2/1902.
5. Trường Cao đẳng Văn chương (Ecole supérieure des Lettres): dạy Ngôn ngữ và Văn học cổ điển phương Đông, Lịch sử và Địa lý các nước Viễn Đông, Lịch sử văn học Pháp và nước ngoài, Lịch sử triết học và Lịch sử nghệ thuật.
Viện đại học này vừa có chức năng đào tạo vừa có chức năng nghiên cứu. Đây là một cơ sở giáo dục công lập với kinh phí do chính quyền Liên bang Đông Dương cấp. Ban đầu viện đại học nằm dưới sự quản lý trực tiếp của Toàn quyền Đông Dương và dưới sự điều hành của một hội đồng quản trị. Tuy nhiên sau đó, nó được giao cho Tổng Giám đốc Nha Học chính Đông Dương quản lý và Hội đồng hoàn thiện Viện Đại học điều hành.
Tháng 11 năm 1907, cơ sở giảng dạy đầu tiên được khánh thành ở khu vực cạnh Nhà thương Đồn Thủy. Vài tuần sau thì khai giảng khóa học đầu tiên với ba phân khoa: văn khoa, luật khoa và khoa học, tổng cộng có 94 sinh viên. Tuy nhiên việc giảng dạy chỉ tiến hành chưa được một năm thì phải dừng lại mà không có quyết định và không thông báo nguyên nhân. Có nguồn thì cho cuộc kháng thuế ở Quảng Nam, Trung Kỳ là một nguyên do. Từ năm 1908, trong ngân sách của chính quyền Liên bang Đông Dương không còn khoản chi nào cho Viện Đại học Đông Dương nữa. Một số cơ sở vật chất của trường còn bị lấy đi. Các trường thành viên của Viện Đại học Đông Dương dừng hoạt động. Viện Đại học Đông Dương thực chất bị giải thể.

### Tái khai giảng
| Năm       | Số sinh viên |
| --------- | ------------ |
| 1922      | 500          |
| 1929      | 511          |
| 1938-1939 | 457          |
| 1941-1942 | 843          |
| 1942-1943 | 1.050        |
| 1943-1944 | 1.575        |

Mười năm sau, vào ngày 21 tháng 12 năm 1917, Toàn quyền Đông Dương lúc ấy là Albert Sarraut mới ra một quyết định trong đó có nội dung tập hợp các cơ sở giáo dục bậc cao hiện có lại để thành lập Viện Đại học Đông Dương. Ngoài ba phân khoa nguyên thủy, Viện Đại học Đông Dương năm 1917 mở thêm: Y dược, Thú y, Thủy lâm, Sư phạm, Thương mại, Tài chính, Luật khoa hành chánh, và Mỹ thuật.
Năm 1941 mặc dù Chiến tranh thế giới thứ hai gây gián đoạn với chính quốc, Viện Đại học Đông Dương mở thêm trường Kiến trúc. 
Viện Đại học Đông Dương sau khi được tái lập hoạt động cho đến tận năm 1945 và là cơ sở giáo dục bậc đại học duy nhất ở Đông Dương cho đến năm 1945. Niên học cuối cùng trước khi chính quyền Pháp bị Nhật đảo chính Viện Đại học Đông Dương có 1575 sinh viên ghi danh, đại đa số là người Việt nhưng cũng có ít nhất 18 người Khmer, 12 người Lào, 8 người Hoa.

### Sau năm 1945

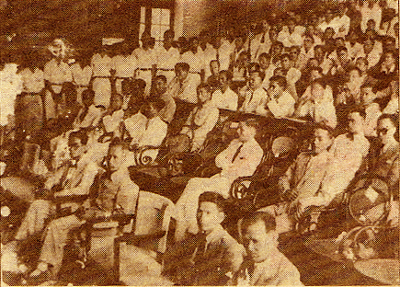
Lễ khai giảng Trường Đại học Quốc gia Việt Nam ngày 15 tháng 11 năm 1945, khóa đầu tiên dưới chính phủ Việt Nam Dân chủ Cộng hòa

Sau Cách mạng tháng 8 năm 1945, chính phủ Việt Nam Dân chủ Cộng hòa thành lập Trường Đại học Quốc gia Việt Nam trên cơ sở kế thừa Viện Đại học Đông Dương. Khi Pháp trở lại Đông Dương sau Chiến tranh thế giới thứ hai, Viện Đại học Đông Dương được đổi tên thành Viện Đại học Hà Nội (tiếng Pháp: Université de Hà Nội), đứng đầu là một viện trưởng người Pháp. Do yêu cầu của người dân miền Nam, Viện Đại học Hà Nội mở một chi nhánh ở Sài Gòn, đặt dưới quyền một phó viện trưởng người Việt.
Sau Hiệp định Genève 1954 chia đôi đất nước, chi nhánh ở Sài Gòn trở thành Viện Đại học Quốc gia Việt Nam dưới chính thể Quốc gia Việt Nam. Vào năm 1957, dưới chính thể Việt Nam Cộng hòa, Viện Đại học Quốc gia Việt Nam trở thành Viện Đại học Sài Gòn.

## Các trường thành viên
| Tên tiếng Việt                      | Tên tiếng Pháp                                    | Thành lập |
| ----------------------------------- | ------------------------------------------------- | --------- |
| Trường Y khoa Đông Dương            | École de Médecine de l'Indochine                  | 1902      |
| Trường Cao đẳng Thú y Đông Dương    | École Supérieure Vétérinaire de l'Indochine       | 1917      |
| Trường Luật khoa và Hành chính      | École de Droit et d'Administration                | 1917      |
| Trường Cao đẳng Sư phạm             | École Supérieure de Pédagogie                     | 1917      |
| Trường Cao đẳng Nông lâm            | École Supérieure d'Agriculture et de Sylviculture | 1918      |
| Trường Công chánh                   | École des Travaux Publics                         | 1902      |
| Trường Thương mại Đông Dương        | École de Commerce de l'Indochine                  | 1920      |
| Trường Cao đẳng Văn khoa            | École Supérieure de Lettres                       | 1923      |
| Trường Khoa học Thực hành           | École des Sciences Appliquées                     | 1923      |
| Trường Cao đẳng Mỹ thuật Đông Dương | École des Beaux-Arts de l'Indochine               | 1924      |

## Giảng viên
Viện Đại học Đông Dương có giảng viên đều là người Pháp từ các cơ sở giáo dục đã có (Viện Viễn Đông Bác cổ, Viện Đại học Paris). Mãi đến năm 1941 mới có giảng viên người Việt, khởi đầu tại trường y.

## Ảnh hưởng
Viện Đại học Đông Dương được nhiều trường đại học sau này nhận là tiền thân của mình.
- Trường Đại học Quốc gia Việt Nam (thành lập năm 1945 ở miền Bắc), Trường Đại học Tổng hợp Hà Nội (1956), Đại học Quốc gia Hà Nội (1993) là các trường phát triển dựa trên nền tảng Viện Đại học Đông Dương. Một số trường cũng nhận các trường thành viên của Đại học là tiền thân của mình như Trường Đại học Y Hà Nội, Trường Đại học Dược Hà Nội, Trường Đại học Mỹ thuật Việt Nam.
- Viện Đại học Quốc gia Việt Nam (thành lập năm 1954 ở miền Nam), Viện Đại học Sài Gòn (1957), Trường Đại học Tổng hợp Thành phố Hồ Chí Minh (1977), Trường Đại học Khoa học Tự nhiên thuộc Đại học Quốc gia Thành phố Hồ Chí Minh (1996) tiếp tục kế tục chi nhánh ở miền nam của Viện Đại học Đông Dương.